# Zachary Bennett
Zachary Bennett, född 17 februari 1980 i London i Ontario, är en kanadensisk skådespelare och musiker. Bennett har bland annat medverkat i Vägen till Avonlea, Stjärnorna visar vägen och The Umbrella Academy. Han är bror till skådespelaren Sophie Bennett.

## Filmografi i urval
- 1986 – Leksakernas julafton (TV-film)
- 1988 – Kärlekens pris
- 1988 – Skymningszonen (TV-serie)
- 1990–1996 – Vägen till Avonlea (TV-serie)
- 1991 – Tropical Heat (TV-serie)
- 1992–1993 – Stjärnorna visar vägen (TV-serie)
- 2001 – Anne of Green Gables: The Animated Series (TV-serie)
- 2007 – Stir of Echoes: The Homecoming (TV-film)
- 2015 – Reign (TV-serie)
- 2017 – Suits (TV-serie)
- 2017 – Designated Survivor (TV-serie)
- 2019 – The Umbrella Academy (TV-serie)